# Lorraine Fenton
Lorraine Graham-Fenton (Manchester, 8 settembre 1973) è un'ex velocista giamaicana specializzata nei 400 metri piani e campionessa mondiale della staffetta 4×400 metri a Edmonton 2001.

## Biografia
Ha al suo attivo due argenti olimpici, vinti entrambi alle Olimpiadi di Sydney del 2000.
Non prese parte alle Olimpiadi di Atene del 2004 a causa di un infortunio al tendine del ginocchio, ma l'anno successivo tornò a vincere una medaglia d'argento nella staffetta 4×400 metri ai mondiali del 2005 insieme alle connazionali Shericka Williams, Novlene Williams e Ronetta Smith.
Si ritirò dopo la stagione 2006.

## Record nazionali

### Seniores
- 400 metri piani: 49"30 ( Monaco, 19 luglio 2002)

## Progressione

### 200 metri piani outdoor
| Stagione | Risultato | Luogo      | Data      | Rank. Mond. |
| -------- | --------- | ---------- | --------- | ----------- |
| 2003     | 23"16     | Des Moines | 26-4-2003 | -           |
| 2001     | 22"63     | Kassel     | 13-6-2001 | -           |
| 1999     | 23"27     | Tartu      | 1-6-1999  | -           |
| 1998     | 22"85     | Joplin     | 15-5-1998 | -           |

### 200 metri piani indoor
| Stagione | Risultato | Luogo  | Data     | Rank. Mond. |
| -------- | --------- | ------ | -------- | ----------- |
| 1999     | 24"03     | Boston | 7-2-1999 | -           |

### 400 metri piani outdoor
| Stagione | Risultato | Luogo     | Data      | Rank. Mond. |
| -------- | --------- | --------- | --------- | ----------- |
| 2006     | 50"64     | Gateshead | 11-6-2006 | -           |
| 2005     | 50"95     | Madrid    | 16-7-2005 | -           |
| 2003     | 49"43     | Parigi    | 27-8-2003 | -           |
| 2002     | 49"30     | Monaco    | 19-7-2002 | -           |
| 2001     | 49"88     | Edmonton  | 7-8-2001  | -           |
| 2000     | 49"58     | Sydney    | 25-9-2000 | -           |
| 1999     | 49"92     | Siviglia  | 26-8-1999 | -           |
| 1998     | 50"23     | Stoccarda | 19-7-1998 | -           |
| 1997     | 50"69     | Torino    | 24-6-1997 | -           |
| 1996     | 51"85     | Riverside | 25-5-1996 | -           |
| 1995     | 53"63     | -         | -         | -           |
| 1994     | 53"31     | -         | 21-5-1994 | -           |

### 400 metri piani indoor
| Stagione | Risultato | Luogo        | Data     | Rank. Mond. |
| -------- | --------- | ------------ | -------- | ----------- |
| 2001     | 52"96     | Erfurt       | 2-2-2001 | -           |
| 2000     | 52"04     | Stoccarda    | 6-2-2000 | -           |
| 1998     | 52"16     | Maebashi     | 7-3-1998 | -           |
| 1997     | 52"22     | Indianapolis | 8-3-1997 | -           |

## Palmarès
| Anno | Manifestazione  | Sede        | Evento      | Risultato  | Prestazione | Note                                     |
| ---- | --------------- | ----------- | ----------- | ---------- | ----------- | ---------------------------------------- |
| 1997 | Mondiali        | Atene       | 400 m piani | Semifinale | 50"90       |                                          |
| 1997 | Mondiali        | Atene       | 4×400 m     | Bronzo     | 3'21"30     |                                          |
| 1999 | Mondiali        | Siviglia    | 400 m piani | Bronzo     | 49"92       | Miglior prestazione personale            |
| 2000 | Giochi olimpici | Sydney      | 400 m piani | Argento    | 49"58       | Miglior prestazione personale            |
| 2000 | Giochi olimpici | Sydney      | 4×400 m     | Argento    | 3'23"25     |                                          |
| 2001 | Mondiali        | Edmonton    | 400 m piani | Argento    | 49"88       | Miglior prestazione personale stagionale |
| 2001 | Mondiali        | Edmonton    | 4×400 m     | Oro        | 3'20"65     | Miglior prestazione mondiale stagionale  |
| 2003 | Mondiali        | Saint-Denis | 400 m piani | Argento    | 49"43       | Miglior prestazione personale stagionale |
| 2003 | Mondiali        | Saint-Denis | 4×400 m     | Bronzo     | 3'22"92     | Miglior prestazione personale stagionale |
| 2005 | Mondiali        | Helsinki    | 400 m piani | Semifinale | 51"48       |                                          |
| 2005 | Mondiali        | Helsinki    | 4×400 m     | Argento    | 3'23"29     | Miglior prestazione personale stagionale |

## Campionati nazionali
2002
- Oro ai campionati nazionali giamaicani, 400 metri

## Altre competizioni internazionali
1998
- 7ª alla IAAF Grand Prix Final ( Mosca), 400 metri - 51"09

2000
- Oro alla IAAF Grand Prix Final ( Doha), 400 metri - 50"21

2002
- Argento alla IAAF Grand Prix Final ( Parigi), 400 metri - 50"47

2003
- Argento alle IAAF World Athletics Final ( Monaco), 400 metri - 50"29